# Saranya Ponvannan
Saranya Ponvannan, née Sheela Christina le 26 avril 1970 à Alappuzha en Inde, est une actrice de la télévision et du cinéma indien, plus particulièrement des industries cinématographiques tamoule, télougou et malayam. Elle  fait ses débuts dans un rôle principal dans le film Nayagan (1987) de Mani Ratnam et elle continue à jouer des rôles principaux de 1987 à 1996. Après un congé sabbatique de huit ans, elle revient au cinéma, en 2003 en tant qu'actrice de genre, spécialisée dans les rôles de « mère du héros ». En 2005 puis en 2006, elle est lauréate du Filmfare Award de la meilleure actrice dans un second rôle en tamoul et en 2010, pour son rôle dans le film Thenmerku Paruvakaatru (en), elle obtient le National Film Award de la meilleure actrice.